# Radio City Music Hall
A Radio City Music Hall New York City egyik leghíresebb szórakoztató központja, a Rockefeller Center épületében. Az 1980-as évekig vezető turistalátványosság volt, nemcsak a benne rendezett nagyszabású műsorok, hanem építészeti megoldásai miatt is.
Ma is működő látványosság, kitűnő műsorokkal.

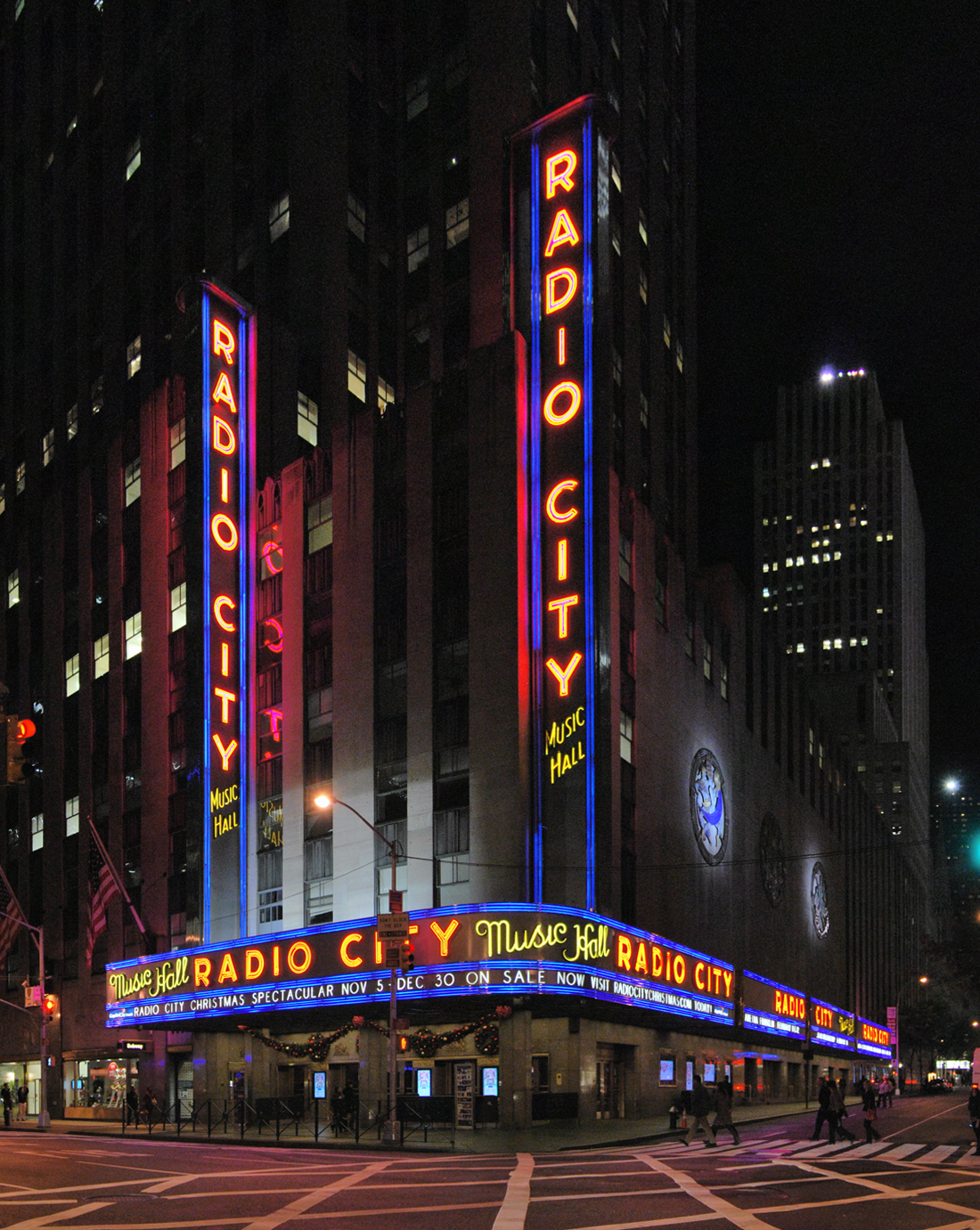
A Radio City Music Hall

## Történet
A Radio City Music Hall a 49 000 m²-es Rockefeller Center komplexum része, amit John D. Rockefeller, Jr építtetett 1929 és 1940 között, a területet a Columbia Egyetemtől bérelte. Az építész Edward Durell Stone volt, a belső tervezés Donald Deskey munkája, aki art déco stílusban alakította ki a belső tereket.
Eredeti neve International Music Hall volt. A „Radio City” és a „Radio City Music Hall” név az első bérlőjétől ragadt rá a teremre, az RCA-től (Radio Corporation of America).
Az 1920-as években kezdődött a rádiózás fénykora, és az RCA vezető szerepet játszott a rádiózás elterjesztésében. Az RCA számos stúdiót épített az NBC-nek (National Broadcasting Company), a rádió-TV komplexumot ma is „NBC Radio City Studios”-nak hívják. A Music Hall 1932 végén nyílt meg. Magas színvonalú varietéműsorokat adtak elő, de túl hosszan és nem volt túl sikeres. 1933-ban profilján változtattak, és óriási filmszínházzá alakították.
Az első film Frank Capra „The Bitter Tea of General Yen” (Yen tábornok keserű teája) volt. Ettől kezdve New York első számú premiermozija lett, ahol napi négy előadás ment egészen 1979-ig.
Az 1970-es évek végén megváltozott a filmforgalmazás, és az is probléma volt, hogy leginkább úgynevezett G-jelzésű, azaz korhatár nélküli filmeket mutattak be.
1980-ban átalakították a termeket, jelenleg a Madison Square Garden Inc. társaság bérli és működteti.
A filmpremierek megmaradtak (mint például a Harry Potter stb.), de fő irány a koncertek és az élő show-műsorok voltak.
A Music Hall a vezető pop-, és rockelőadók Mekkája, számos díjat nyertek a televíziós műsorai (Grammy Awards, Tony Awards, MTV Video Music Awards, és NFL Draft).

## Építészeti jellemzők
A Radio City Music Hall 5931 ülőhellyel rendelkezik, ami szükség esetén 6000-re bővíthető.
Megnyitása idején a világ legnagyobb filmszínháza volt.
Az art déco kivitel szakítás volt az 1920-as évek neorokokó stílusával, amely a mozitermeket jellemezte.
A nagy auditórium szétsugárzó ívei az intimitást és egyben a grandiozitás benyomását adják a terem közönségének. Az belső berendezés Donald Deskey munkája, aki a modern európai esztétikus stílusból vett át ötleteket.
A nagyszínpad méretei: 20 m mély és 44 m széles, a lenyugvó naphoz hasonlít.
A liftek rendszere olyan korszerű volt, hogy a U.S. Navy (USA haditengerészete) hasonló hidraulikát használt a második világháborús légi szállítóegységeinél.
A háború évei alatt kormányügynökök őrizték a technológiát, megőrzendő a Navy technológiai előnyét.
A liftrendszert Peter Clark tervezte, és az Otis Elevator Company készítette el.

## Berendezés
A színház előterében és falain több műalkotás látható (“A fiatalság forrása” festmény /Ella Winter/, “A színház fantazmagóriája” falfestmény /Louis Bouche/, Három meztelen női alak a zeneteremnél, “Lány libával” című szobra /Robert Laurent/, “Éva” /Gwen Lux/, a nagy hallban:” A tánc szelleme”/William Zorach/).

### Orgona
A zeneteremben található a Rudolph Wurlitzer Manufacturing Company által készített, „Mighty Wurlitzer” nevű orgona, amely a legnagyobb orgona, amit filmszínházban építettek: 4410 sípja van. 1932-ben építették, inkább koncert célokra, mint a néma filmek kíséretére.
1999-ben az orgonát teljesen felújították.
Egy kisebb Wurlitzer orgonát is építettek a rádió stúdióban.

## Előadások, események

### Karácsonyi show
1933 óta tradíció a “The Radio City Christmas Spectacular”, melyet a MGM szolgáltat.
Itt mindig fellép a világhíres precíziós női tánckar, a The Rockettes.
Legnagyobb látványosságuk, hogy 36 magas lány (175–182 cm) egyszerre emeli a lábát szemmagasságba.

### Televízió
1988 óta a színház több televíziós show-műsornak ad otthont.

### Sport
2004-ben hat mérkőzést játszott itt a New York Liberty női kosárlabdacsapata. 2006 óta itt rendezik minden évben az NFL draftját.

## Képgaléria

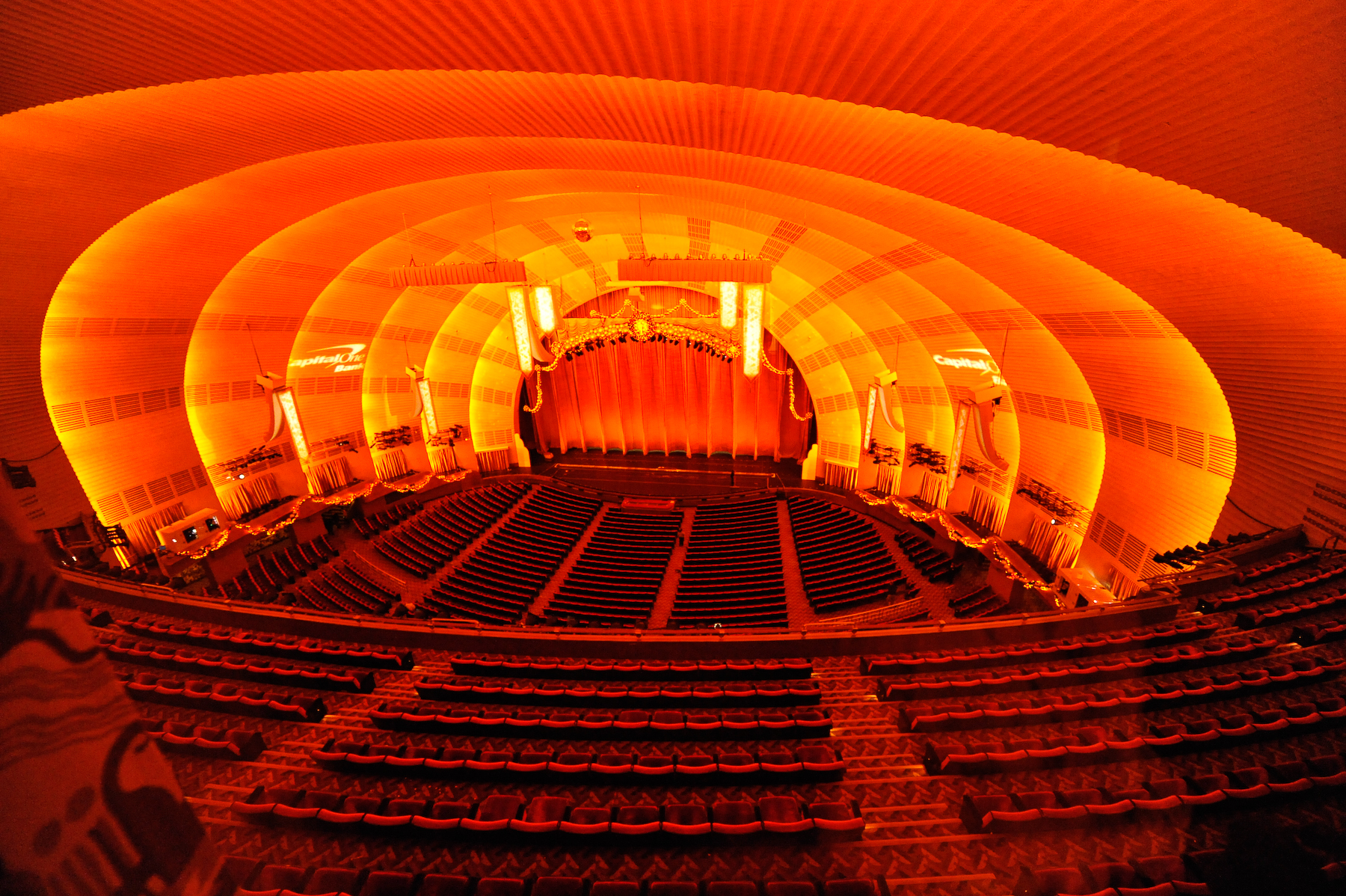
Auditorium és színpad
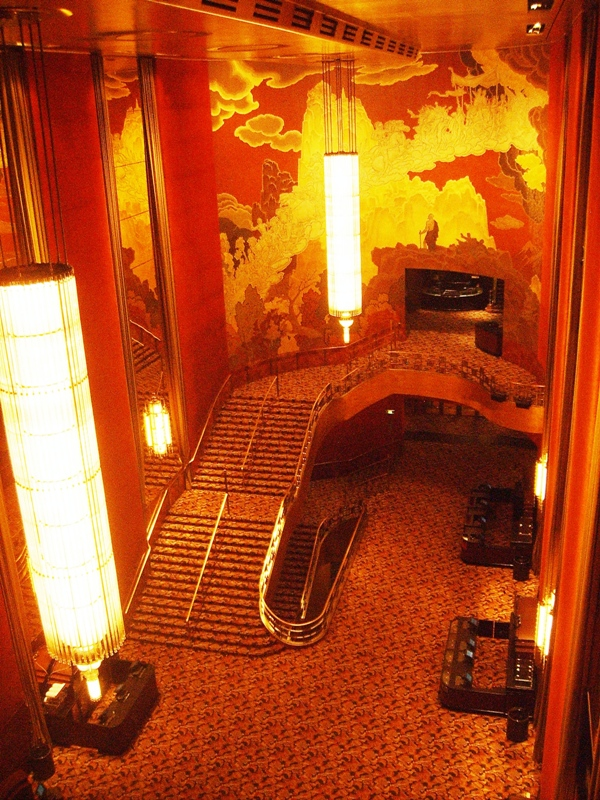
Nagy előcsarnok
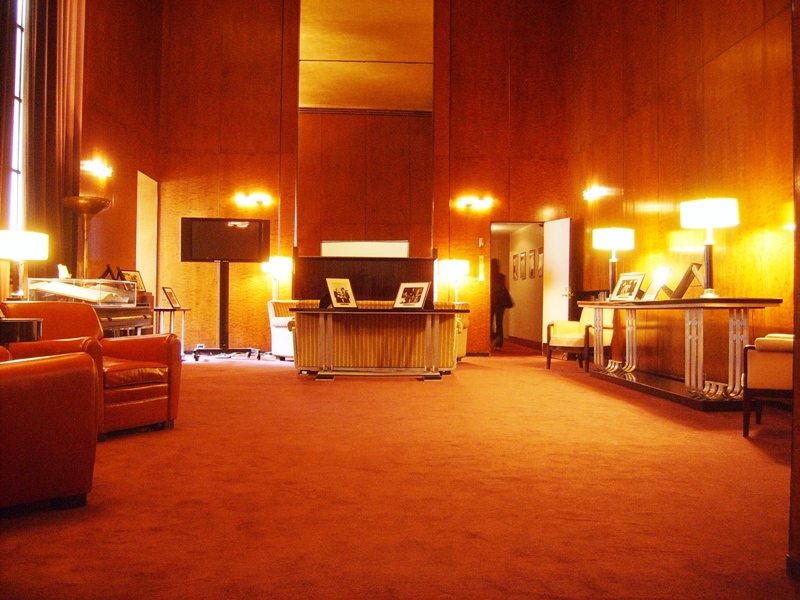
Radio City Music Hall, VIP hall
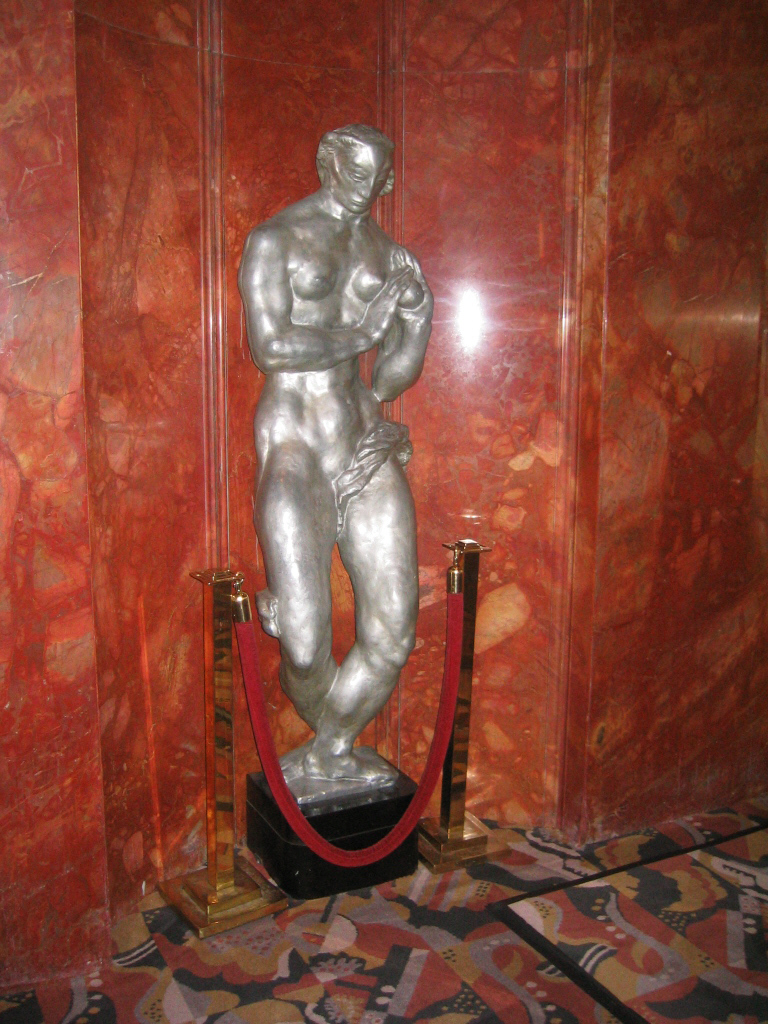
Szobor az előcsarnokban
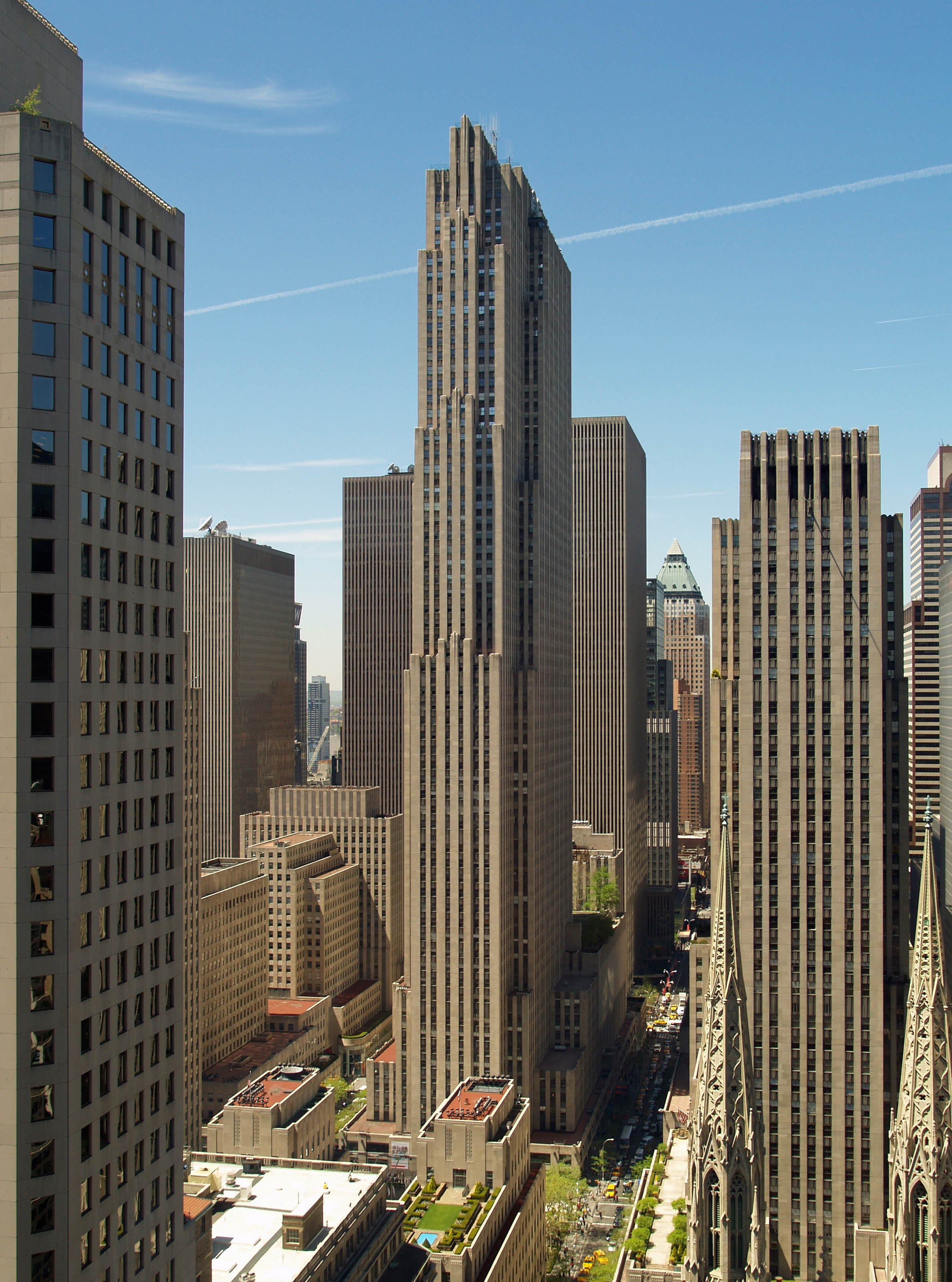
Rockefeller center, GE épület
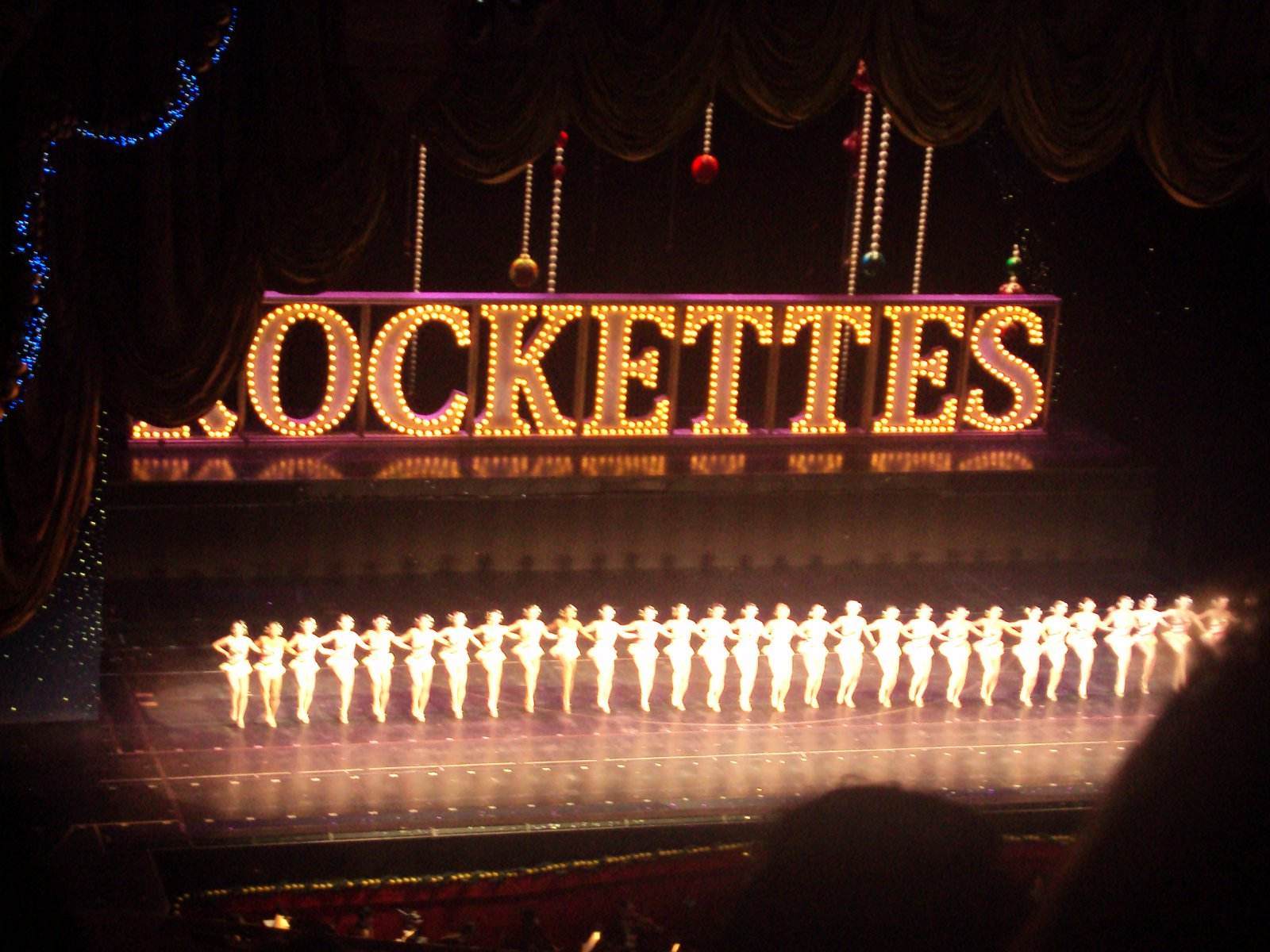
The Rockettes